# 路易斯数
路易斯數 （Lewis number, Le）為一的純量，表示熱擴散率和擴散係數的比例，可以用來表示流體流動時其熱傳及質傳的比例。Le 的定義為：
{\displaystyle Le={\frac {\alpha }{D}}}
其中Le為路易斯數，α為熱擴散率，D為擴散系數。
另外，由於普兰特尔数 Pr 是動黏滯係數和熱擴散率的比例，而施密特數 Sc 則是動黏滯係數和擴散係數的比例，因此路易斯數也可以用 Pr 和 Sc 來表示：
{\displaystyle Le={\frac {Sc}{Pr}}}
路易斯數的命名是紀念沃倫·坎達兒·路易斯 (1882-1975)，MIT化工學院的第一位院長。不過一些在燃燒領域研究的人員誤以為路易斯數的命名是紀念 Bernard Lewis (1899-1993)，他也從事燃燒領域的研究。